# Парламентские выборы в Кот-д’Ивуаре (1980)
Парламентские выборы в Кот-д'Ивуаре проходили в 2 тура 9 и 23 ноября 1980 года. Количество депутатов Национального собрания было увеличено со 120 до 147. Единственной легальной политической партией, участвовавшей в выборах, оставалась Демократическая партия Кот-д’Ивуара, но в отличие от предыдущих выборов, когда избиратели должны были одобрить единый список кандидатов в депутаты, предоставленный Демократической партией, на выборах 1980 года 649 кандидатов боролись за 147 мест. В результате 74 кандидата получили мандат в 1-м туре, а остальные были избраны в ходе 2-го тура. Явка составила лишь 42,6 %.

## Результаты
| Партия                              | Голоса    | %    | Мест | +/- |
| ----------------------------------- | --------- | ---- | ---- | --- |
| Демократическая партия              |           | 100  | 147  | +27 |
| Недействительных/пустых бюллетеней  |           | -    | -    | -   |
| Всего                               | 1 477 572 | 100  | 147  | +27 |
| Зарегистрированных избирателей/Явка |           | 42,6 | -    | -   |
| Источник: Nohlen et al.             |           |      |      |     |